# Juan el Presbítero

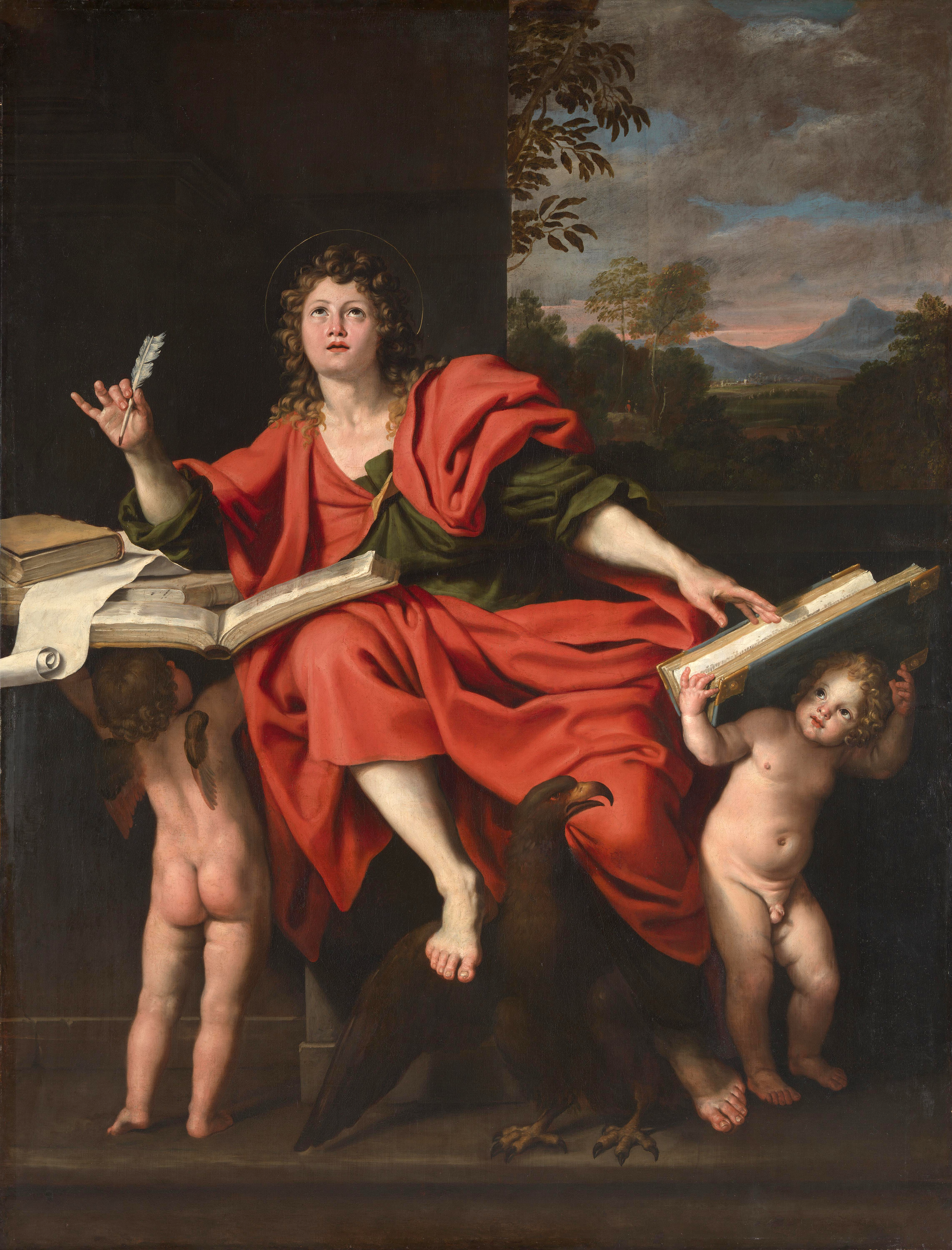
San Juan Evangelista, Domenichino

Juan el Presbítero o Juan el Anciano; griego: πρεσβύτερος Ιωάννης) es un personaje mencionado por el obispo del siglo II Papías en su obra Explicación de las Sentencias del Señor (κυριακῶν λογίων ἐξηγήσις — Kyriakôn logiôn exêgêsis). En realidad dicha obra se ha perdido, pero fragmentos de la misma se encuentran citados por Ireneo y por Eusebio. Es en el siguiente pasaje, referido por la obra Historia Eclesiástica de Eusebio, donde Papías señala a dos personas que poseen el mismo nombre. 

No dudaré en ofrecerte, ordenadas juntamente con mis interpretaciones, cuantas noticias un día aprendí y grabé bien en mi memoria, seguro como estoy de su verdad. Porque no me complacía yo, como hacen la mayor parte, en los que mucho hablan, sino en los que dicen la verdad; ni en los que recuerdan mandamientos ajenos, sino en los que recuerdan los que fueron mandados por el Señor a nuestra fe y proceden de la verdad misma. Y si se daba el caso de venir alguno de los que habían seguido a los ancianos, yo trataba de discernir los discursos de los ancianos: qué había dicho Andrés, qué Pedro, qué Felipe, qué Tomás o Santiago, o qué Juan o Mateo o cualquier otro de los discípulos del Señor; igualmente, lo que dice Aristión y el anciano Juan, discípulos del Señor. Porque no pensaba yo que los libros pudieran serme de tanto provecho como lo que viene de la palabra viva y permanente
 (Eusebio, Hist. Ecl. III, 39,3-4)

En el texto anterior, el primer Juan aparece junto a los apóstoles Mateo, Tomás, Pedro, Santiago, Felipe y Andrés; mientras que el otro Juan es mencionado junto a otro discípulo llamado Aristión y se le da además el apodo de “el anciano”. Esta distinción llevó a Eusebio a pensar en la existencia de dos discípulos de Cristo con el mismo nombre: Juan el Apóstol y Presbyteros Joannes.

## Otros autores
Basándose en el fragmento de Papías citado por Eusebio, San Jerónimo anotó en su obra “De Viris Illustribus” que Presbyteros Joannes fue el verdadero autor de las epístolas segunda y tercera del Nuevo Testamento generalmente atribuidas a San Juan el Apóstol. De hecho, la segunda y la tercera cartas aparecen con las siguientes introducciones: “El anciano (ὁ πρεσβύτερος, ho presbyteros) a la señora elegida y a sus hijos” (2 Jn 1) y “El anciano (ὁ πρεσβύτερος, ho presbyteros) a Gayo, el amado, a quien amo en la verdad” (3 Jn 1).
El Decretum Gelasianum, presuntamente escrito por el papa Gelasio I, también atribuye la autoría de las dos últimas epístolas a Presbyteros Joannes en lugar del Apóstol Juan.
La tradición de la iglesia católica atribuye el cuarto evangelio, las epístolas juaninas y el Apocalipsis a un solo autor: el Apóstol Juan. The Catholic Encyclopedia menciona que la existencia de dos personas con el mismo nombre de Juan presuntamente referida por Papías no tiene fundamento histórico . De todos modos, la polémica persiste hasta hoy.
Por último, algunos autores creen que la tradición del Presbyteros Joannes influyó en el surgimiento de la leyenda medieval del Preste Juan (también llamado Presbítero Juan).